# تييري لوتوندا
تييري لوتوندا هو لاعب كرة قدم بلجيكي في مركز الدفاع، ولد في 27 أكتوبر 2000 في لياج في بلجيكا. لعب مع آر كي سي فالفيك ورويال أندرلخت.

## وصلات خارجية
- تييري لوتوندا على موقع الاتحاد الأوربي (الإنجليزية)
- تييري لوتوندا على موقع قاعدة بيانات كرة القدم.إي يو (الإنجليزية)
- تييري لوتوندا على موقع Soccerbase.com (لاعب) (الإنجليزية)
- تييري لوتوندا على موقع Soccerway.com (الإنجليزية)
- تييري لوتوندا على موقع عالم كرة القدم.نت (الإنجليزية)